# Loïc Négo
Loïc Négo (Paris, Francia, 15 de enero de 1991) es un futbolista francés nacionalizado húngaro. Juega de defensor y su equipo es el Le Havre A. C. de la Ligue 1.

## Selección nacional
Fue internacional con Francia en las categorías sub-19 y sub-20 sumando un total de 28 internacionalidades. A nivel absoluto decidió representar a Hungría y debutó el 8 de octubre de 2020 en el encuentro de semifinales del playoff de clasificación para la Eurocopa 2020 ante Bulgaria.

### Participaciones en Eurocopas
| Copa          | Sede     | Resultado    | Partidos | Goles |
| ------------- | -------- | ------------ | -------- | ----- |
| Eurocopa 2020 | Europa   | Primera fase | 3        | 0     |
| Eurocopa 2024 | Alemania | Primera fase | 0        | 0     |

## Clubes
| Club                       | País       | Año       | Partidos | Goles |
| -------------------------- | ---------- | --------- | -------- | ----- |
| F. C. Nantes               | Francia    | 2009-2011 | 17       | 1     |
| A. S. Roma                 | Italia     | 2011-2013 | 0        | 0     |
| Standard de Lieja (cedido) | Bélgica    | 2013      | 2        | 0     |
| Újpest F. C.               | Hungría    | 2013-2014 | 9        | 1     |
| Charlton Athletic F. C.    | Inglaterra | 2014-2015 | 1        | 0     |
| Újpest F. C. (cedido)      | Hungría    | 2014-2015 | 35       | 2     |
| MOL Fehérvár F. C.         | Hungría    | 2015-2023 | 310      | 39    |
| Le Havre A. C.             | Francia    | 2023-     | 63       | 0     |

## Palmarés

### Títulos nacionales
| Título              | Club           | País    | Año  |
| ------------------- | -------------- | ------- | ---- |
| Nemzeti Bajnokság I | Videoton F. C. | Hungría | 2018 |
| Copa de Hungría     | MOL Vidi F. C. | Hungría | 2019 |